# الكنيسة اليونانية الأرثوذكسية
الكنيسة اليونانية الأرثوذكسية وتتبع الأرثوذكسية الشرقية. يرأس الكنيسة اليونانية الأرثوذكسية رئيس أساقفة أثينا، تشمل رعاياها الأرثوذكس المقيمين في اليونان والجاليات اليونانية في بلاد الاغتراب. وهي الكنيسة الوطنية في اليونان. تتبع هذه الكنيسة الطقس والتراث البيزنطي وتستخدم اللغة اليونانية الكونيه في طقوسها.
الكنيسة اليونانية الأرثوذكسية هي الكنيسة الوطنية لليونان، حيث تضم الكنيسة ما بين 95% إلى 98% من السكان. ويشير الدستور إلى مركز المسيحية الأرثوذكسية المُهّم في المجتمع اليوناني وهي الديانة الرسمية بحسب الدستور اليوناني. حيث تستند أهمية الكنيسة الأرثوذكسية في اليونان بسبب دور الكنيسة في الحفاظ على الأمة اليونانية خلال سنوات احتلال اليونان من قِبل الدولة العثمانية وأيضًا الدور الذي لعبته الكنيسة في حرب الاستقلال اليونانية. ونتيجة لذلك، تحولت الأرثوذكسية إلى سمة للأمة اليونانية الحديثة وهويتها.
تشتركُ الكنيسةُ الأرثوذكسيّةُ اليونانيّةُ مع كنائس الروم الأرثوذكس الأُخْرى بالعقيدة وبالكثيرِ مِن الطقوس؛ وتعني بصفةٍ عامّةٍ تسميةُ الروم الأرثوذكس بأنهم روم (أي الروم البيزنطيّين نسبة للإمبراطوريّة البيزنطيّة) وأرثوذكس أيْ أنّهم مُسْتقيمو الرأيِ (باليونانية). وهُم مختلفون عن الروم الكاثوليك (الملكِيّين) بأنّ الملكِيّين انشقّوا عنِ الروم في فكرةٍ واحدةٍ مبدئيًا، وهي بأنّهم اتبعوا الكرسي البابوي في الفاتيكان (فهُم يُعيِّدون الفِصْح المقدس مثلًا مع الكنيسة الرومانية الكاثوليكية، أيْ مع اللاتين والموارِنة وكنائس أُخْرى).

## معرض صور

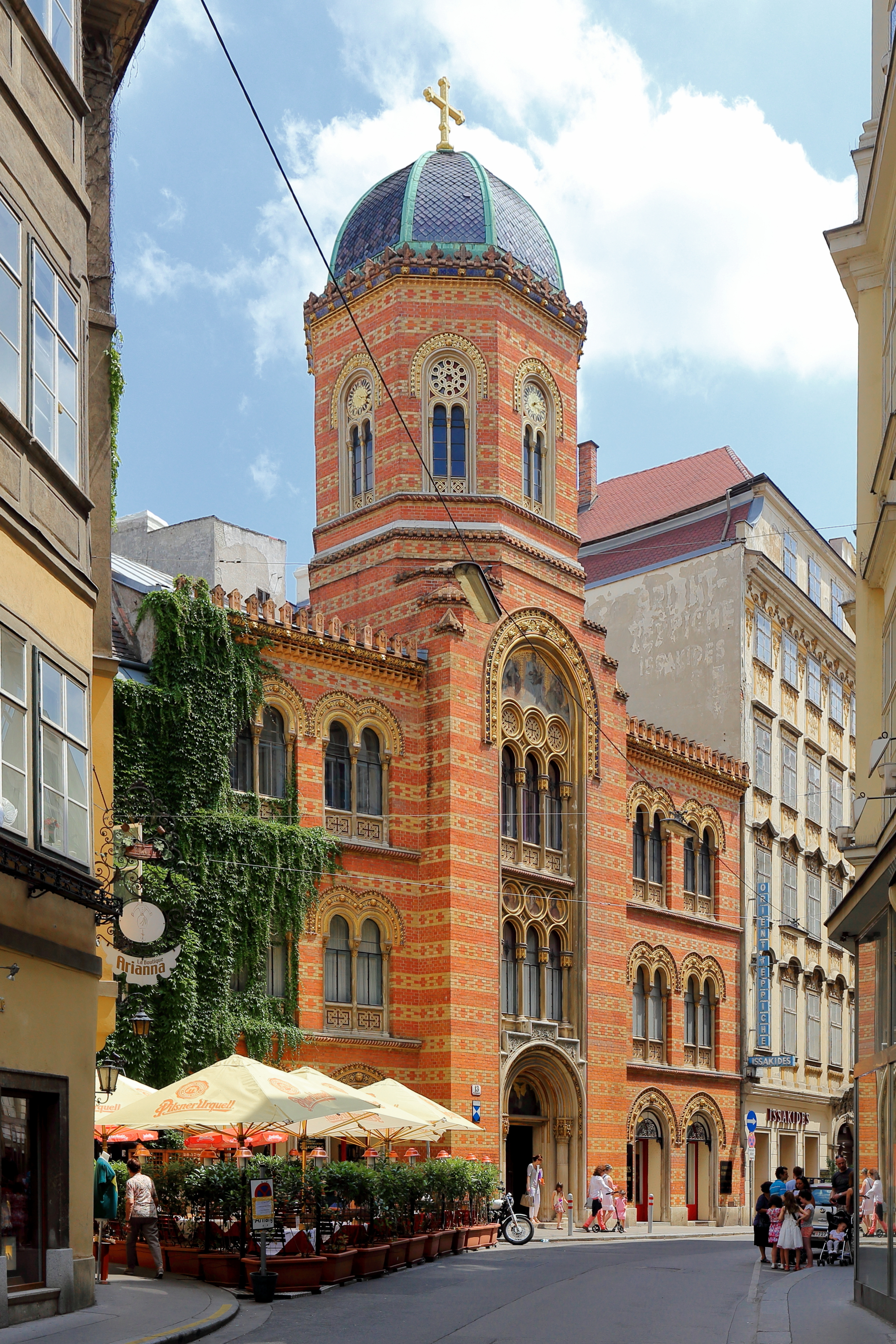
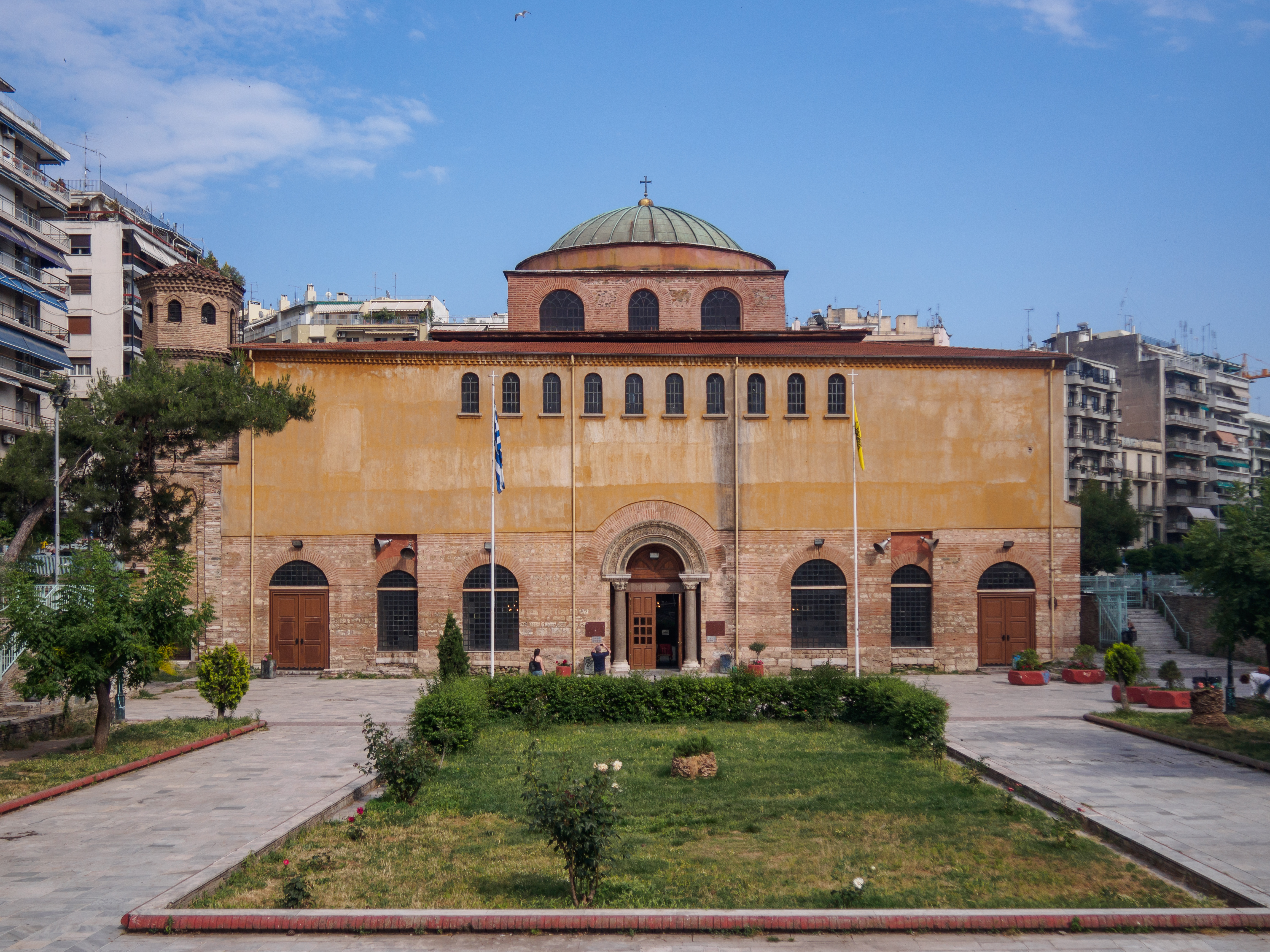
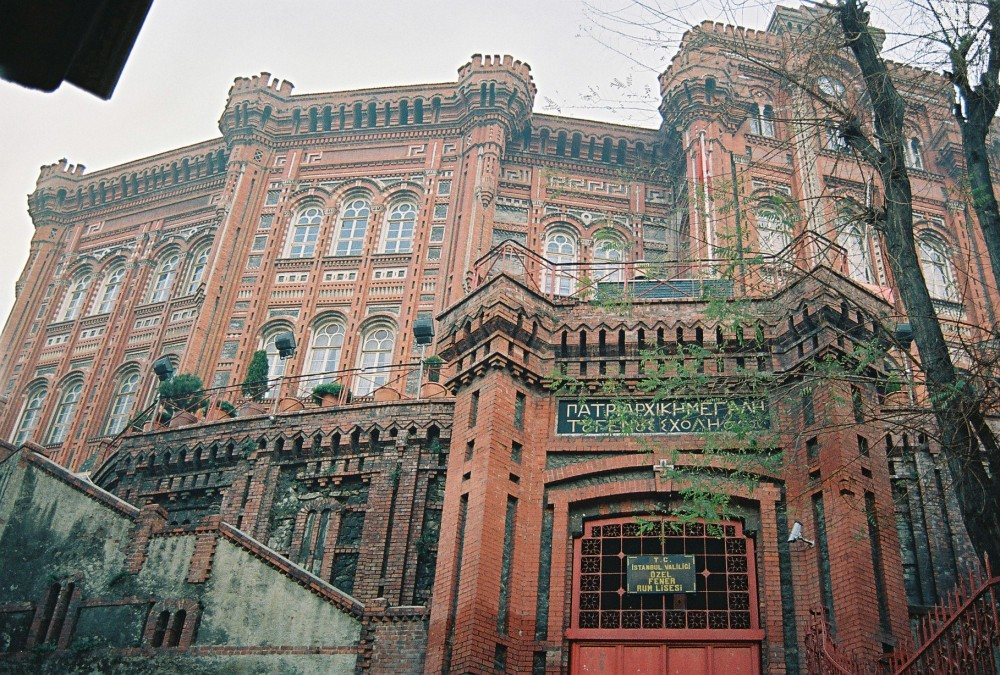
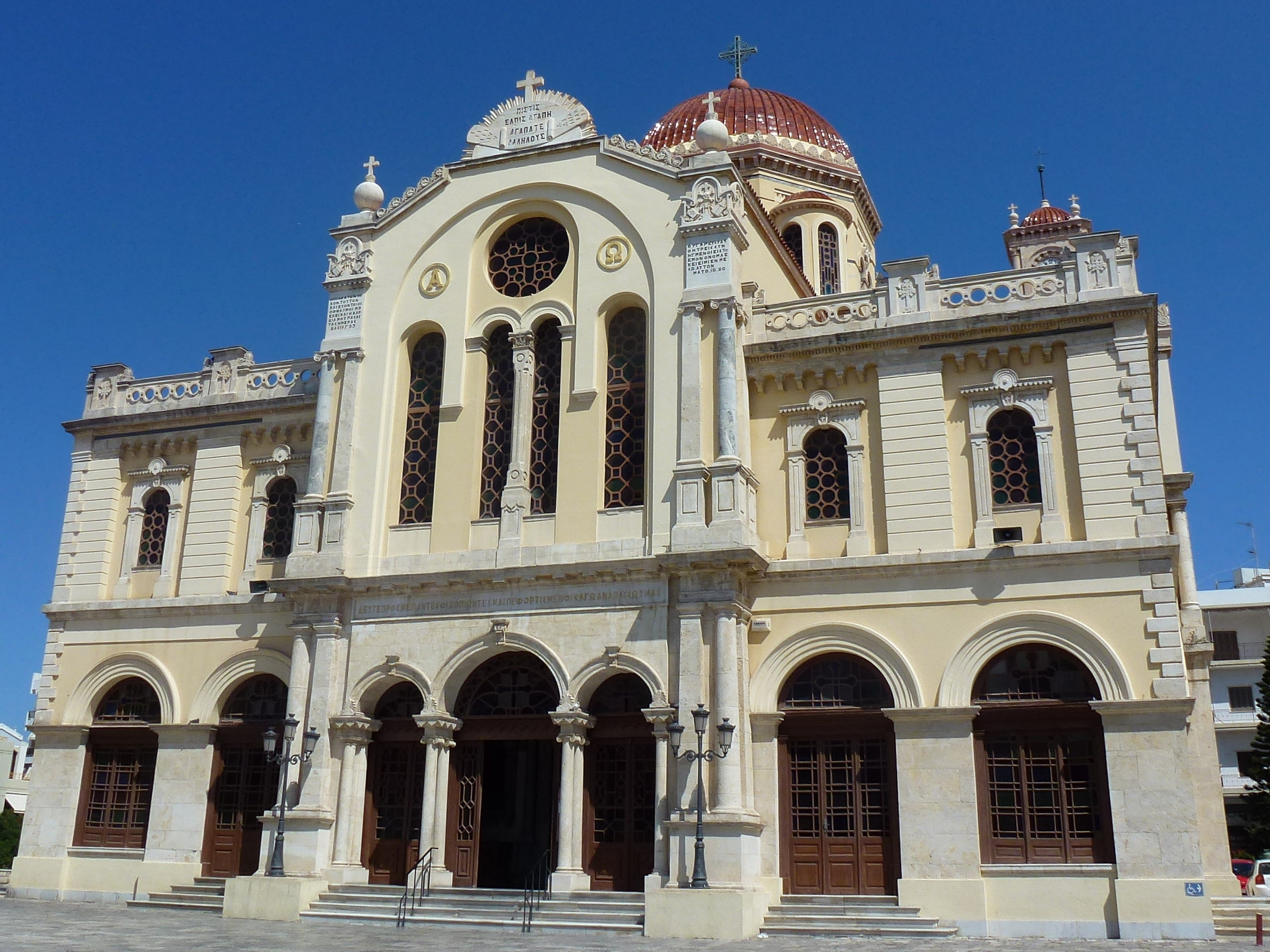

## وصلات خارجية
- الموقع الرسمي للكنيسة اليونانيَّة الأرثوذكسية